# Ångfartygs AB Göta Kanal
Ångfartygs AB Göta Kanal var ett svenskt rederi, som inledningsvis 1869-1889 hade namnet Motala Ströms Ångfartygs AB. Efter en konkurs 1957 fortsatte verksamheten med ny ägare under namnet Rederi AB Göta Kanal. Från 2001 ingår rederiet i koncernen Strömma Turism & Sjöfart.

## Historia
År 1862 fullbordades Västra stambanan som erbjöd snabb befordran av passagerare och gods mellan Stockholm och Göteborg. Detta ledde till att de redare som sedan 1844 bedrev trafik under namnet Förenade Bolaget för Ångpaketfarten emellan Stockholm och Götheborg (senare Ångbåts Bolaget Stockholm-Göteborg) sålde sina ångare i panik och ofta till underpris. Det stora bolaget hade 1868 sålt alla sina fem ångare och kvar var fanns endast de mindre fartygen Wadstena och Carlstad, vilka drevs med förlust. Det fanns emellertid fortfarande intresse bland allmänheten för passagertrafik, men de avvisades från fraktfartygen. Sjökaptenen Erik Berhard Thorssell, som var befälhavare på lastångaren Motala Ström, insåg att det fortfarande fanns potential för passagerartrafik. Han misslyckades med att intressera sin redare för att konvertera ångaren till en kombinerat last- och passagerarfartyg. Men på Thorssells initiativ bildades 1869 Motala Ströms Ångfartygs AB, som köpte in fartyget Motala Ström och lät bygga om henne till en modern passagerar- och lastångare.
Efter ombyggnaden inledde man omedelbart samtrafik med Wadstena och Carlstad. Redan första året inköptes Carlstad och en helt ny passagerarångare beställdes från Motala Verkstad. Den fick namnet Baltzar von Platen och sattes in i trafik 1871. Påföljande år beställdes ytterligare två nya ångare, som fick namnen  Venus (1873) och Juno (1874). I maj 1874 blev Baltzar von Platen eldhärjad då den låg vid kaj i Stockholm och eftersom fartyget inte var försäkrat, blev det en stor förlust för rederiet. Ytterligare stora utgifter tillkom efter att Motala Ström 1875 grundstött i sjön Viken.
Vid en sammanslagning 1888 med Göta Kanal Trafik AB övertogs deras fartyg. År 1889 såldes tre äldre lastångare Göta Kanal I, III och V till en köpare som skulle använda fartygen i Argentina. Man lyckades också att lyckligt leverera fartygen trots det långa avståndet. Bolaget ändrade 1889 namn till Ångfartygs AB Göta Kanal. Ett lastfartyg med namn Göta Kanal VI levererades 1890 och samma år inköptes träångaren Göta Kanal V, före detta Western.
Bolaget övertog 1914 Ångbåts AB Jönköping-Stockholm med hela dess flotta bestående av de moderna passagerarångarna Wilhelm Tham, Viktor Rydberg, Per Brahe och Primus samt lastångaren Tyra. Bolaget hade därmed kontroll över både linjen Stockholm-Norrköping-Göteborg och Stockholm-Norrköping-Jönköping. Aktiemajoriteten övergick 1918 till ett konsortium i Göteborg, bestående bland annat av Ångfartygs AB Tirfing och Sveabolaget. Huvudkontoret flyttades till Göteborg. Först lämnade emellertid Broströms sin del av verksamheten och 1948 även Sveabolaget. 

## Rederi AB Göta Kanal
Rederiet gick i konkurs 1957, men skeppsredare Helge Källsson i Lidköping köpte upp kvarlåtenskapen och verksamheten fortsattes, från 1986 av Källssons dotter Britmari Brax. Sedan 2001 ingår rederiet i koncernen Strömma Turism & Sjöfart.

## Bilder

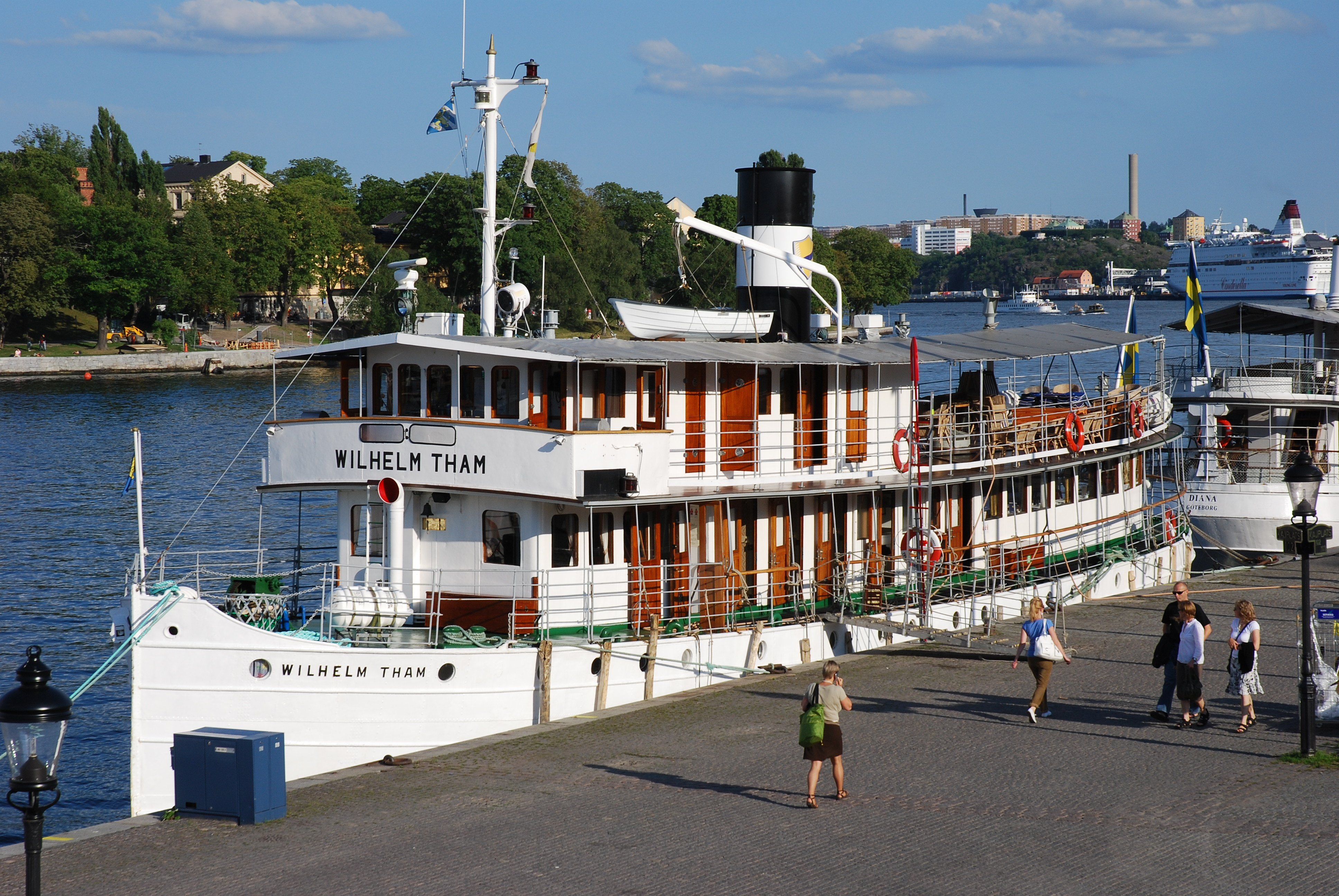
M/S Wilhelm Tham vid Skeppsbron i Stockholm
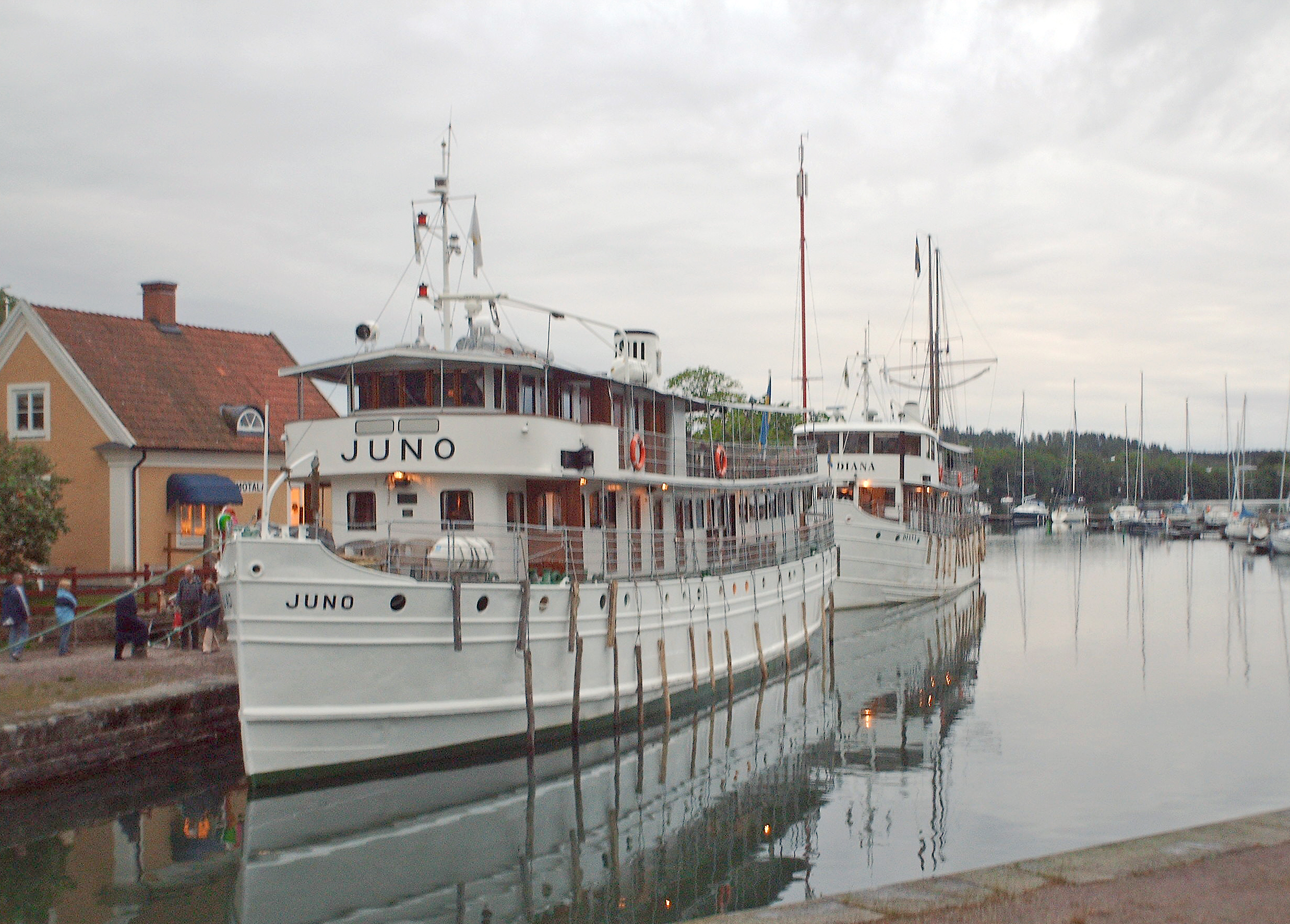
M/S Juno och M/S Diana i Motala hamn.
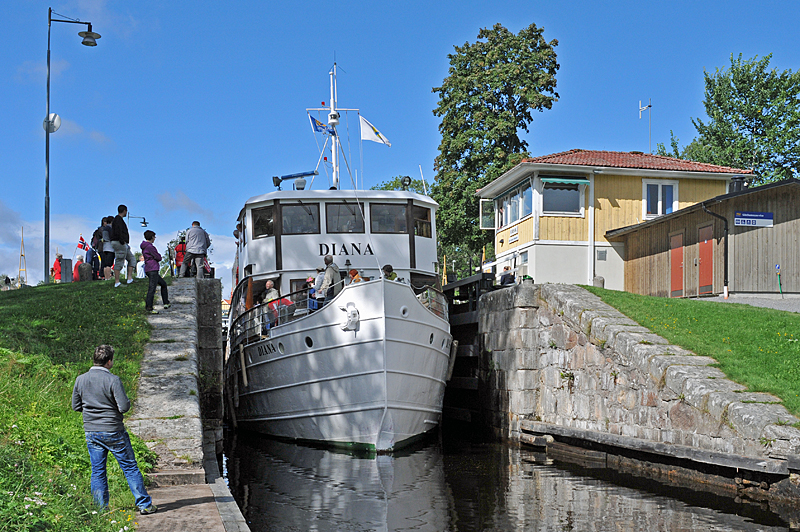
M/S Diana i Forsviks sluss

## Skeppslista
| Fartyg                            | Byggt | Varv                        | I tjänst             | Typ                   | Brutto reg:ton | Dödvikt | Notering                                                                                                  |
| --------------------------------- | ----- | --------------------------- | -------------------- | --------------------- | -------------- | ------- | --- |
| Motala Ström [I]                  | 1855  | Motala verkstad, Norrköping | 1868-1937            | Passagerarångfartyg   | 393            |         | Såld 1937                                                                                                 |
| Carlstad                          | 1850  | Motala verkstad, Norrköping | 1869-1873            | Passagerarångfartyg   | 256            |         | Såld 1873                                                                                                 |
| Baltzar von Platen                | 1871  | Motala verkstad, Motala     | 1871-1946            | Passagerarångfartyg   | 249            |         | Såld 1946                                                                                                 |
| Venus                             | 1873  | Motala verkstad, Motala     | 1873-1918            | Passagerarångfartyg   | 267            | 186     | Såld 1918                                                                                                 |
| Juno                              | 1874  | Motala verkstad, Motala     | 1874-                | Passagerarångfartyg   | 207            |         | Helt ombyggd 1904-1905. Motoriserad 1956.                                                                 |
| Wadstena / Arboga II / Astrea [I] | 1858  | Motala verkstad, Motala     | 1877-1911            | Passagerarångfartyg   | 208            |         | Omdöpt 1887 till Arboga II. Omdöpt 1889 till Astrea. Såld 1911                                            |
| Pallas                            | 1885  | Motala verkstad, Motala     | 1885-1946            | Passagerarångfartyg   | 156            |         | Såld 1946                                                                                                 |
| Ceres                             | 1885  | Motala verkstad, Motala     | 1885-1946            | Passagerarångfartyg   | 255            |         | Såld 1946                                                                                                 |
| Göta Kanal I                      | 1888  | Lindholmen                  | 1888-1888            | Lastångfartyg         | 165            |         | Såld 1888                                                                                                 |
| Göta Kanal II                     | 1888  | Lindholmen                  | 1888-1943            | Lastångfartyg         | 167            |         | Upplagd 1941. Såld 1943                                                                                   |
| Göta Kanal III                    | 1888  | Lindholmen                  | 1888-1888            | Lastångfartyg         | 165            |         | Såld 1889                                                                                                 |
| Göta Kanal IV [I]                 | 1884  | Torskog                     | 1888-1892            | Lastångfartyg         | 163            |         | F.d. Delphin. Inköpt 1888. Avyttrad 1892                                                                  |
| Göta Kanal IV [II]                | 1892  | Torskog                     | 1892-1941            | Lastångfartyg         |                |         | Såld 1941                                                                                                 |
| Göta Kanal V [I]                  | 1889  | Motala verkstad, Motala     | 1889-1889            | Lastångfartyg         | 169            |         | Såld 1889                                                                                                 |
| Göta Kanal V [II]                 | 1870  | Heggblad, Norrköping        | 1890-1892            | Lastångfartyg         |                |         | F.d. Western. Inköpt 1890. Avyttrad 1890                                                                  |
| Göta Kanal VI                     | 1890  | Motala verkstad, Motala     | 1890-1941            | Lastångfartyg         | 160            |         | Såld 1941                                                                                                 |
| Motala Express                    | 1895  | Jönköping                   | 1895-1961            | Passagerarångfartyg   |                |         | Såld 1961                                                                                                 |
| Wilhelm Tham                      | 1912  | Motala verkstad, Motala     | 1914-                | Passagerarångfartyg   | 283            | 115     | Övertagen 1914. Tillbyggd 1961. Motoriserad 1965.                                                         |
| Viktor Rydberg / Astrea [II]      | 1885  | Motala verkstad, Norrköping | 1914-1956            | Passagerarångfartyg   | 235            | 100     | F.d. Trafik. Övertagen 1914. Bärgad 1923 efter förlisning. Ombyggd 1923 och omdöpt till Astrea. Såld 1956 |
| Per Brahe                         | 1857  | Motala verkstad, Norrköping | 1914-1923            | Passagerarångfartyg   | 186            |         | Övertagen 1914. Förlist 1918. Bärgad och såld 1923                                                        |
| Primus / Ariadne                  | 1876  | Motala verkstad, Motala     | 1914-1956            | Passagerarångfartyg   | 227            | 100     | Övertagen 1914. Upprustad och omdöpt 1937 till Ariadne. Såld 1956                                         |
| Argo                              | 1909  | Torskog                     | 1923-1952            | Passagerarångfartyg   | 204            |         | Inköpt 1923. Såld 1952                                                                                    |
| Diana                             | 1931  | Finnboda                    | 1931-                | Passagerarångfartyg   | 289            |         | Ombyggd med dieselmotor 1969                                                                              |
| Athena                            | 1892  | Bergsunds                   | 1954-1957, 1960-1969 | Passagerarångfartyg   | 121            |         | F.d. Götheborg, Kalmar, Gefle och Argo. Inköpt 1954. Såld 1957. Åter inköpt 1960 som Götaland. Såld 1969  |
| Motalaström [II]                  | 1916  | Motala verkstad, Motala     | 1989-1994            | Passagerarmotorfartyg | 231            |         | F.d. Vieille Montagne III, Arnö och Vätterö. Inköpt 1989. Såld 1994                                       |